# Бестрень
Бе́стрень (бел. Бестрань) — деревня в составе Михеевского сельсовета Дрибинского района Могилёвской области Республики Беларусь.

## Население
- 1999 год — 27 человек
- 2010 год — 24 человека

## Знаменитые земляки
- Савельева Татьяна Митрофановна - доктор психологических наук, профессор.